# 신덴역 (교토부)
신덴역(일본어: 新田駅, しんでんえき)은 일본 교토부 우지시에 있는 서일본 여객철도의 철도역이다.

## 역 구조
상대식 승강장으로 2면 2선 형태의 지상역이다. 교토 ~ 신덴 간 복선 구간이 끝나는 역으로, 교토 방면은 복선, 조요 방면은 단선으로 되어 있다.
우지 역의 관할권에 있으며, 역 업무는 JR 서일본 교통 서비스가 대신 하고 있다. 이코카 및 제휴 교통카드의 사용이 가능하다.

### 승강장
| 1 | ■ 나라 선 | 우지 · 교토 방면 |
| 2 | ■ 나라 선 | 기즈 · 나라      |

## 역세권 정보
- 긴테쓰 교토 선 오쿠보역 - 도보 5분 거리에 있다.

## 역사
- 1896년 1월 25일 - 나라 철도의 모모야마역 ~ 다마미즈역 구간 개통에 따라 개업하였다.
- 1905년 2월 7일 - 회사 합병에 따라 간사이 철도의 소속이 되었다.
- 1907년 10월 1일 - 국유화에 따라 일본국유철도의 소속이 되었다.
- 1909년 10월 12일 - 메이지 정부의 철도 선로 명칭 제정에 따라 나라 선의 일부가 되었다.
- 1987년 4월 1일 - 민영화에 따라 서일본 여객철도의 소속이 되었다.
- 2001년 3월 3일 - 우지 역에서 신덴 역까지의 복선화가 완성되었다.
- 2003년 11월 1일 - 이코카의 사용이 개시되었다.

## 인접역
| 서일본 여객철도     | 서일본 여객철도              | 서일본 여객철도 |
| ------------------- | ---------------------------- | --------------- |
| JR 오구라 교토 방면 | ■ 나라 선 쾌속·구간쾌속·보통 | 조요 나라 방면  |